# Les voiles de la Volga
Le complexe des Voiles de la Volga  (en russe : Волжские паруса, Volzhskie Parusa) est un ensemble de bâtiments construits à Volgograd (anciennement Stalingrad) en Russie en 2008. Il abrite des  logements.
Il comprend deux immeubles:
- Volzhskie Parusa A, 32 étages, 108 m
- Volzhskie Parusa B, 27 étages,  92 m

Le Volzhskie Parusa A est en 2014 le plus haut immeuble de Volgograd, et l'un des deux seul gratte-ciel de la ville avec la Volgograd-City Office Tower I 
L'ensemble a été conçu par les agences d'architecture V. Kubasov et OOO Universalproekt
Le design des deux immeubles, en forme de voile de bateau, ("parusa" signifie voile en français) est exceptionnel pour des bâtiments de cette dimension.